# OpenType-SVG
OpenType-SVG est un format de police de caractères vectorielles dérivé de SVG Font, devenu sous-ensemble du format OpenType.

## Historique
Différents standards de polices de caractères vectoriels existent pour l'impression et sur les systèmes d'exploitation, depuis TeX et les Metafont créés en 1979. Elles sont toutes des formats monochromes et fixes. Des scripts internes permettent tout juste d'améliorer la visualisation des fontes.
Les standards d'images matricielles au sein des pages sont PNG, JPEG et GIF, mais ne sont pas adaptés à la grande hétérogénéité des terminaux utilisés pour la visualisation des pages. Le format SVG a permis de résoudre partiellement ce problème en proposant l'utilisation de graphiques vectoriels pouvant s'adapter à la résolution du terminal.
Les fontes de caractères quant à elles étaient dépendantes des fontes préinstallées sur le terminal, ce qui ne permettait pas d'avoir un contrôle complet du design du site. Pour afficher les polices désirées sur le terminal du client, la possibilité de choisir des familles de police a permis de résoudre partiellement ce problème, en espérant que la majorité des terminaux ont au moins un ensemble des grandes familles de fontes (avec ou sans empattement, italiques, grasses, à espacement fixe ou adaptatif, etc.), via les feuilles de style CSS. Les designers désiraient avoir un contrôle plus complet de la représentation du texte, en proposant le chargement sur le terminal des fontes de caractères présentes sur le site.
Les spécifications du W3C, organisme chargé de normaliser les spécifications du web, ont donc ajouté cette possibilité avec la directive @font-face des spécifications CSS3-fonts dont les spécifications dans la forme actuelle sont présentées dans le brouillon de juin 2009 et les spécifications finales sont publiées en octobre 2013, permettant de préciser les fichiers de police à télécharger pour l'affichage du texte.
Le W3C a alors proposé le format OpenType (OTF), ou plus précisément sa version Open Font Format, libre de droit, sur lequel tous les développeurs de navigateur se sont accordés, et également adopté par le standard de diffusion vidéo MPEG pour le format MPEG-4. Le format OpenType est à licence ouverte, et ne contient pas de brevets.
Les formats TrueType et OpenType ne sont par contre pas compressés, consommant donc de nombreuses ressources, Microsoft a proposé le format Embedded OpenType (EOT) qui compresse ces données, mais il ne permettait pas de préciser licence et auteur de la fonte. Seul Internet Explorer s'est réellement attaché à sa compatibilité.
Le format Web Open Font Format (WOFF) a alors été créé comme standard, il a l'avantage d'encapsuler OpenType, d'y ajouter des métadonnées et de compresser le tout au format gzip, déjà utilisé comme compression par défaut dans les standards du W3C.
Le format WOFF2 annoncé en 2013, supporte les fontes OpenType-SVG.

### Couleurs et animation
Les designers ont voulu encore aller plus loin, en ayant la possibilité d'avoir des fontes en couleur. Si dans l'impression typographique en noir et blanc, telle qu'elle se faisait depuis l'invention des caractères mobiles au Xe siècle par Bi Sheng en Chine, puis son développement en Corée, et enfin en Europe avec Gutenberg. On imprime depuis longtemps en couleur, à l'image des célèbres estampes d'Hokusai. Les presses rotatives reprennent ces principes de plusieurs plaques chacune adaptées à une couleur. Les imprimantes ont quant à elles plusieurs têtes d'impression avec des couleurs primaires, qui, combinées, permettent de créer de multiples couleurs. Les fontes numériques n'ont pas suivi cette évolution. La seule solution consistait à superposer différentes fontes découpées avec une couleur par fonte.
Le format Opentype−SVG apporte une solution pour les fontes vectorielles en couleur et multiplateforme, l'autre solution étant COLR, limité à Windows.

#### Émoticônes et emoji
Les émoticônes, permettant de transmettre en quelques caractères les émotions ressenties par la personne écrivant, sont apparus dans les mails au XXe siècle à partir de combinaisons de signes de ponctuation. Ils ont commencé à se transformer en icônes de petits visages en couleurs dans les forums en ligne, les outils de chat et plus généralement sur les sites dans les années 2000. Les emoji (« caractères emo » caractères des émotions, appellation japonaise de ces icônes), sont devenus particulièrement utilisés en extrême orient (Chine, Corée, Japon) et le besoin s'est fait ressentir de les représenter sous forme de caractères inclus dans les fontes. Le standard de codage des caractères international UTF-8 a donc ajouté une catégorie emoji spécifique à ces symboles.

#### Icônes intégrées aux fontes
Les designers ont également désiré afficher des icônes vectorielles, ce que les fontes vectorielles permettaient, mais désiraient également un moyen de les afficher sans prendre trop de ressources. Certains auteurs[Qui ?] ont alors eu l'idée d’intégrer ces icônes aux fontes. Le format CSS3 permet également d'animer ces fontes (rotation). Le besoin de les afficher en plusieurs couleurs, a entrainé l'utilisation de plusieurs couches de fontes, avec une couleur par couche, à la manière des impressions couleurs.

### Fontes SVG
Les fontes SVG (SVG Fonts) sont les premières fontes destinées au Web, sur la base d'un fichier .svg, à ne pas confondre avec les fontes OpenType-SVG qui sont plus récentes et techniquement très différentes.

## voir aussi